# Алкаравела
Алкаравела (порт. Alcaravela)  —  район (фрегезия) в Португалии,  входит в округ Сантарен. Является составной частью муниципалитета  Сардоал. По старому административному делению входил в провинцию Рибатежу. Входит в экономико-статистический  субрегион Медиу-Тежу, который входит в Центральный регион. Население составляет 1084 человека на 2001 год. Занимает площадь 36,70 км².